# Karolis Bauža
Karolis Bauža, (* 24. dubna 1987 v Jurbarkasu, Sovětský svaz) je litevský zápasník – judista a sambista.

## Sportovní kariéra
Začínal jako většina Litevců nejprve se sambem v 6 letech pod vedením Diany Arlauskasové. Judu se věnoval záhy pod vedením Viliuse Paukštise. Od roku 2006 je členem litevské seniorské reprezentace v judu, kde se připravuje pod vedením Petrase Vinciūnase. Mezi širší světovou špičku ve střední váze pronikl od roku 2009 a v roce 2012 si zajistil přímou kvalifikaci na olympijské hry v Londýně. V prvním kole vyřadil Francouze Romaina Buffeta, ale ve druhém nestačil na Iliase Iliadise z Řecka. V dalším olympijském období si udržoval stabilní formu, ale od roku 2014 nezaznamenal výraznější výsledek, který by ho přímo posunul na olympijské hry v Riu v roce 2016. Šanci na účast přes kontinentalní kvótu mu vzala krajanka Santa Panekysová.

## Výsledky
| Olympijské hry     |     |   | — |     |     |     | —   |     |     |     | úč. |    |     |     | —  |  |  |  |  |  |  |  |  |  |  |  |  |  |
| Mistrovství světa  |     | — |   | —   |     | úč. |     | úč. | úč. | úč. |     | 7. | úč. | úč. |    |  |  |  |  |  |  |  |  |  |  |  |  |  |
| Evropské hry       |     |   |   |     |     |     |     |     |     |     |     |    |     | úč. |    |  |  |  |  |  |  |  |  |  |  |  |  |  |
| Mistrovství Evropy | —   | — | — | —   | úč. | úč. | úč. | 3.  | 5.  | úč. | úč. | 3. | 7.  | úč. | 7. |  |  |  |  |  |  |  |  |  |  |  |  |  |
| ME do 23 let       |     | — | — | 5.  | —   | —   | úč. | 1.  |     |     |     |    |     |     |    |  |  |  |  |  |  |  |  |  |  |  |  |  |
| MS juniorů         | —   |   | — |     | 7.  |     |     |     |     |     |     |    |     |     |    |  |  |  |  |  |  |  |  |  |  |  |  |  |
| ME juniorů         | —   | — | — | úč. | 5.  |     |     |     |     |     |     |    |     |     |    |  |  |  |  |  |  |  |  |  |  |  |  |  |
| ME dorostenců      | úč. | — |   |     |     |     |     |     |     |     |     |    |     |     |    |  |  |  |  |  |  |  |  |  |  |  |  |  |